# فهرست فیلم‌های پویانمایی ۲۰۱۰
این فهرستی از فیلم‌های بلند پویانمایی است که در سال ۲۰۱۰ منتشر شدند.

## فهرست
| عنوان                                                             | کشور                    | کارگردان                       | استودیو                                                    | تکنیک              | یادداشت      |
| ----------------------------------------------------------------- | ----------------------- | ------------------------------ | ---------------------------------------------------------- | ------------------ | ------------ |
| آلفا و امگا                                                       | ایالات متحده آمریکا     | آنتونی بل بن گلوک              | تولیدات انیمیشن کرست                                       | پویانمایی رایانه‌ای |              |
| آرتور ۳: جنگ دو جهان Arthur et la guerre des deux mondes          | فرانسه                  | لوک بسون                       | اروپاکورپ                                                  | پویانمایی رایانه‌ای |              |
| بتمن: پشت نقاب سرخ                                                | ایالات متحده            | براندون ویتی                   | برادران وارنر انیمیشن                                      | سنتی               | فیلم ویدیوئی |
| یک گربه در پاریس Une vie de chat                                  | فرانسه سوئیس هلند بلژیک | آلن گگنول، ژان لوپ فلیسیولی    | فولیمج                                                     | سنتی               |              |
| چیکو و ریتا                                                       | اسپانیا بریتانیا        | فرناندو تروئبا، خاویر ماریسکال | آیل آف من فیلم، مجیک لایت پیکچرز                           | سنتی               |              |
| رنگارنگ カラフル                                                  | ژاپن                    | کییچی هارا                     | سانرایز                                                    | سنتی               |              |
| داوید ساسونی Սասնա ծռեր (Sasna Tsrer)                             | ارمنستان                | آرمان مناریان                  |                                                            | سنتی               | [ ۱ ]        |
| من نفرت‌انگیز                                                      | ایالات متحده            | پی‌یر کافین کریس رناد           | ایلومینیشن اینترتینمنت                                     | پویانمایی رایانه‌ای |              |
| هیگاشی نو ادن 東のエデン (Higashi no Eden)                        | ژاپن                    | کنجی کامیاما                   | پروداکشن آی. جی                                            | سنتی               |              |
| فیت/استی نایت フェイト/ステイナイト (Feito/sutei naito)           | ژاپن                    | یوجی یاماگوچی                  | استودیو دین                                                | سنتی               |              |
| روزهای میدوری k소중한 날의 꿈 (Sojunghan Nare Kkum)               | کره جنوبی               | هان هی جین، آن جائه هون        | استودیو یئونپیلرو میونگ سانگاگی                            | سنتی               | [ ۲ ] [ ۳ ]  |
| چگونه اژدهای خود را تربیت کنیم                                    | ایالات متحده            | کریس سندرز, دین دبلوا          | دریم‌ورکس انیمیشن                                           | پویانمایی رایانه‌ای |              |
| تردستی L'Illusionniste                                            | فرانسه انگلستان         | سیلوین شومه                    | پتی، جانگو فیلمز                                           | سنتی               |              |
| لیگ عدالت: فاجعه در دو زمین                                       | ایالات متحده            | لورن مونتگومری، سام لیو        | برادران وارنر انیمیشن                                      | سنتی               | فیلم ویدیوئی |
| افسانه محافظان: جغدهای گاهول                                      | استرالیا ایالات متحده   | زک اسنایدر                     | ویلیج رودشو پیکچرز، انیمال لاجیک، کروئل اند آنیوژوال فیلمز | پویانمایی رایانه‌ای |              |
| سیاره گمشده Потерянная Планета                                    | روسیه                   | دیمیتری پتروف                  | پترو پروداکشنز قرن بیست و یکم                              | پویانمایی رایانه‌ای | [ ۴ ]        |
| مارداک اسکرمبل マルドゥック・スクランブル (Marudukku Sukuranburu) | ژاپن                    | سوسومو کودو                    | گوهندز                                                     | سنتی               |              |
| ابر ذهن                                                           | ایالات متحده            | تام مک‌گراث                     | دریم‌ورکس انیمیشن                                           | پویانمایی رایانه‌ای |              |
| مومین‌ها و تعقیب ستاره دنباله‌دار                                   | فنلاند                  | ماریا لیندبرگ                  | استریوسکیپ                                                 | استاپ‌موشن          |              |
| فصل شکار ۳                                                        | ایالات متحده            | کودی کامرن                     | سونی پیکچرز انیمیشن / سرگرمی خانگی سونی پیکچرز             | پویانمایی رایانه‌ای | فیلم ویدیوئی |
| پرندگان آزاد                                                      | آرژانتین                | دانیل دفلیپو، گوستاوو جیانینی  | استودیو پویانمایی مأنوس دیجیتالس                           | پویانمایی رایانه‌ای |              |
| کاوش کوانتومی: سفر فضایی کاسینی                                   | ایالات متحده            | هری کلور، دانیل سنت پیر        | تولیدات جوپیتر ۹                                           | پویانمایی رایانه‌ای |              |
| رامایانا: رزم‌نامه                                                 | هند                     | چتان دسای                      | مایا دیجیتال مدیا                                          | پویانمایی رایانه‌ای |              |
| آریتی 借りぐらしのアリエッティ (Kari-gurashi no Arietti)          | ژاپن                    | هیروماسا یونه‌بایاشی            | استودیو جیبلی                                              | سنتی               |              |
| شرک برای همیشه                                                    | ایالات متحده            | مایک میچل                      | دریم‌ورکس انیمیشن                                           | پویانمایی رایانه‌ای |              |
| سوپرمن/بتمن: آخرالزمان                                            | ایالات متحده            | لورن مونتگومری                 | برادران وارنر انیمیشن                                      | سنتی               | فیلم ویدیوئی |
| گیسوکمند                                                          | ایالات متحده            | ناتان گرنو بایرون هاوارد       | استودیو انیمیشن والت دیزنی                                 | پویانمایی رایانه‌ای |              |
| داستان اسباب‌بازی ۳                                                | ایالات متحده            | لی آنکریچ                      | پیکسار                                                     | پویانمایی رایانه‌ای |              |

## پرفروش‌ترین فیلم‌های پویانمایی ۲۰۱۰
۱۰ پرفروش‌ترین فیلم‌های پویانمایی سال ۲۰۱۰ عبارتند از:
| رتبه | عنوان                                        | توزیع‌کننده/ استودیو                       | فروش جهانی     |
| ---- | -------------------------------------------- | ----------------------------------------- | -------------- |
| ۱    | داستان اسباب‌بازی ۳                           | والت دیزنی پیکچرز/پیکسار                  | $۱٬۰۶۶٬۹۶۹٬۷۰۳ |
| ۲    | شرک برای همیشه                               | پارامونت پیکچرز / دریم‌ورکس انیمیشن        | $۷۵۲٬۶۰۰٬۸۶۷   |
| ۳    | گیسوکمند                                     | والت دیزنی پیکچرز                         | $۵۹۱٬۷۹۴٬۹۳۶   |
| ۴    | من نفرت‌انگیز                                 | یونیورسال پیکچرز / ایلومینیشن اینترتینمنت | $۵۴۳٬۱۱۳٬۹۸۵   |
| ۵    | چگونه اژدهای خود را تربیت کنیم               | پارامونت پیکچرز / دریم‌ورکس انیمیشن        | $۴۹۴٬۸۷۸٬۷۵۹   |
| ۶    | ابر ذهن                                      | پارامونت پیکچرز / دریم‌ورکس انیمیشن        | $۳۲۱٬۸۸۵٬۷۶۵   |
| ۷    | آریتی                                        | توهو / استودیو جیبلی                      | $۱۴۵٬۵۷۰٬۸۲۷   |
| ۸    | افسانه محافظان: جغدهای گاهول                 | برادران وارنر                             | $۱۴۰٬۰۷۳٬۳۹۰   |
| ۹    | پوکمون: زرتارک: استاد توهمات                 | توهو / اوال‌ام                             | $۷۱٬۱۴۳٬۵۲۹    |
| ۱۰   | دورایمون: نبرد بزرگ نوبیتا پادشاه پری دریایی | توهو / شین-ای انیمیشن                     | $۳۸٬۱۰۰٬۰۰۰    |